# بافاريا-لاندسهوت
بافاريا-لاندسهوت ( بالألمانية : Bayern-Landshut )؛ كانت دوقية في الإمبراطورية الرومانية المقدسة منذ 1353 إلى 1503، ويشار إليها بـ دوقية بافاريا السفلى بعد الحكام الأوائل.

## التاريخ

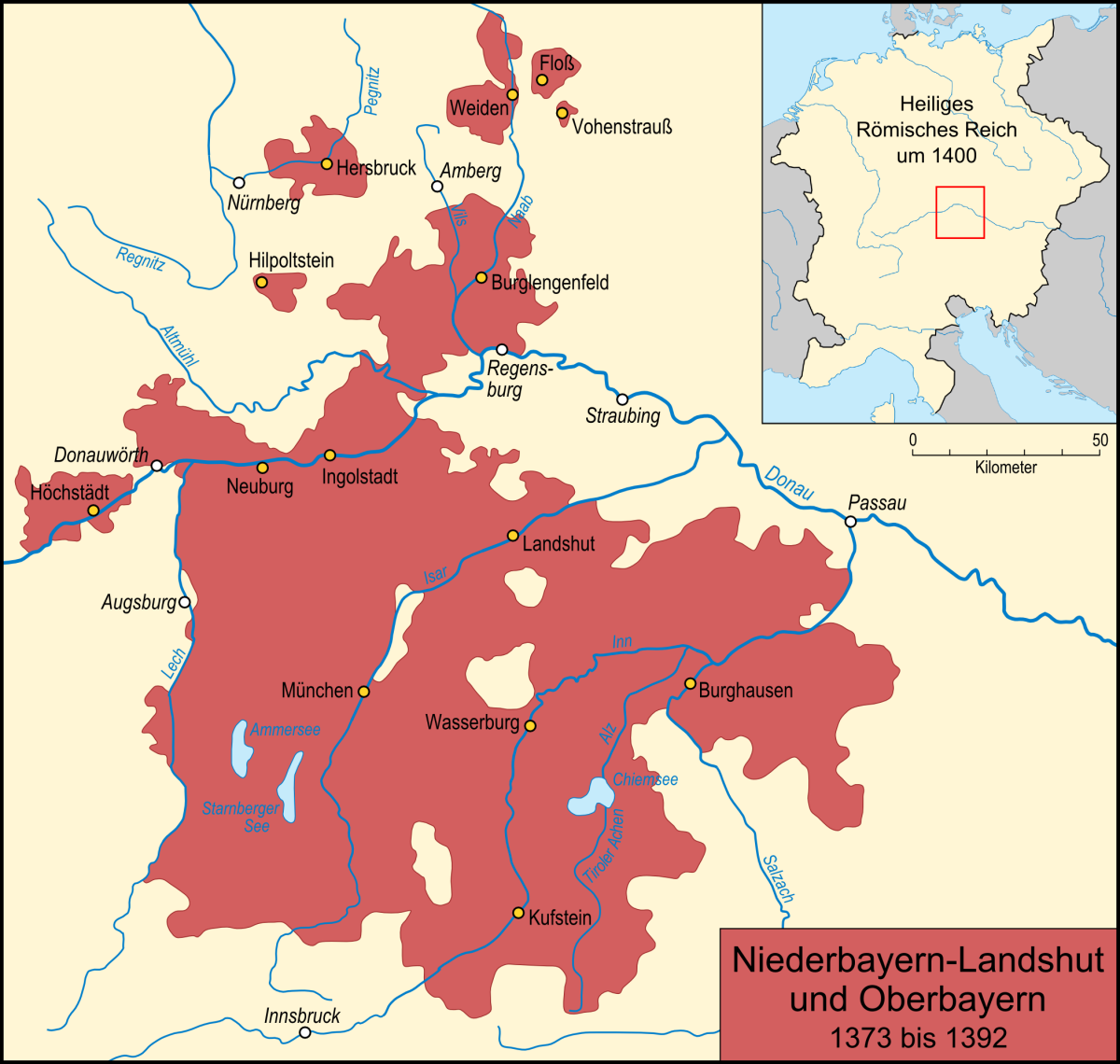
بافاريا-لاندسهوت الكبرى تحت حكم ستيفان الثاني وأبنائه قبل تقسيم 1392.

تأسست الدوقية بعد وفاة الإمبراطور لودفيغ الرابع البافاري ونتيجة للمعاهدة لاندسبيرغ في 1349 التي قسمت إمبراطورية لودفيغ، كان من المقرر أن يستقبل أبناؤه ستيفان وفيلهلم وألبرت بالمناصفة الأراضي في بافاريا السفلى وهولندا، وبعد أربع سنوات تم تقسيم الميراث مرة أخرى بموجب معاهدة ريغنسبورغ في 1353، واستلم ستيفان دوقية بافاريا-لاندسهوت الجديدة، وفي عام 1363 ضم ستيفان الأجزاء كبيرة من بافاريا العليا بعد وفاة ابن شقيقه مينهارد والتي وحدها بعد ذلك مع بافاريا-لاندسهوت، وبعد وفاة ستيفان حكم أبناؤه الثلاثة الدوقية معًا. ولكن في عام 1392 تم تقسيم بافاريا-لاندسهوت إلى الدوقيات الثلاثة بافاريا-ميونخ وبافاريا-إنغولشتات المبعثرة، وإما الجزء الباقي فكان من نصيب الشقيق الأوسط فريدرخ الحكيم حتى مسمى بافاريا-لاندسهوت.
في عام 1429 ضمت بعض أجزاء من بافاريا-شتراوبنغ، كما استطعت ضم دوقية بافاريا-إنجولشتات بأكملها في عام 1447، كانت بافاريا-لاندسهوت آنذاك أغنى جزء في بافاريا ويرجع ذلك أيضًا إلى التعدين في راتنبرغ وكيتسبوهيل والإدارة الأكثر حداثة، استقر الدوقات حتى 1475 بقلعة تراوسنيتس في لاندسهوت، وعندها انتقلوا إلى قلعة بورغهاوزن.

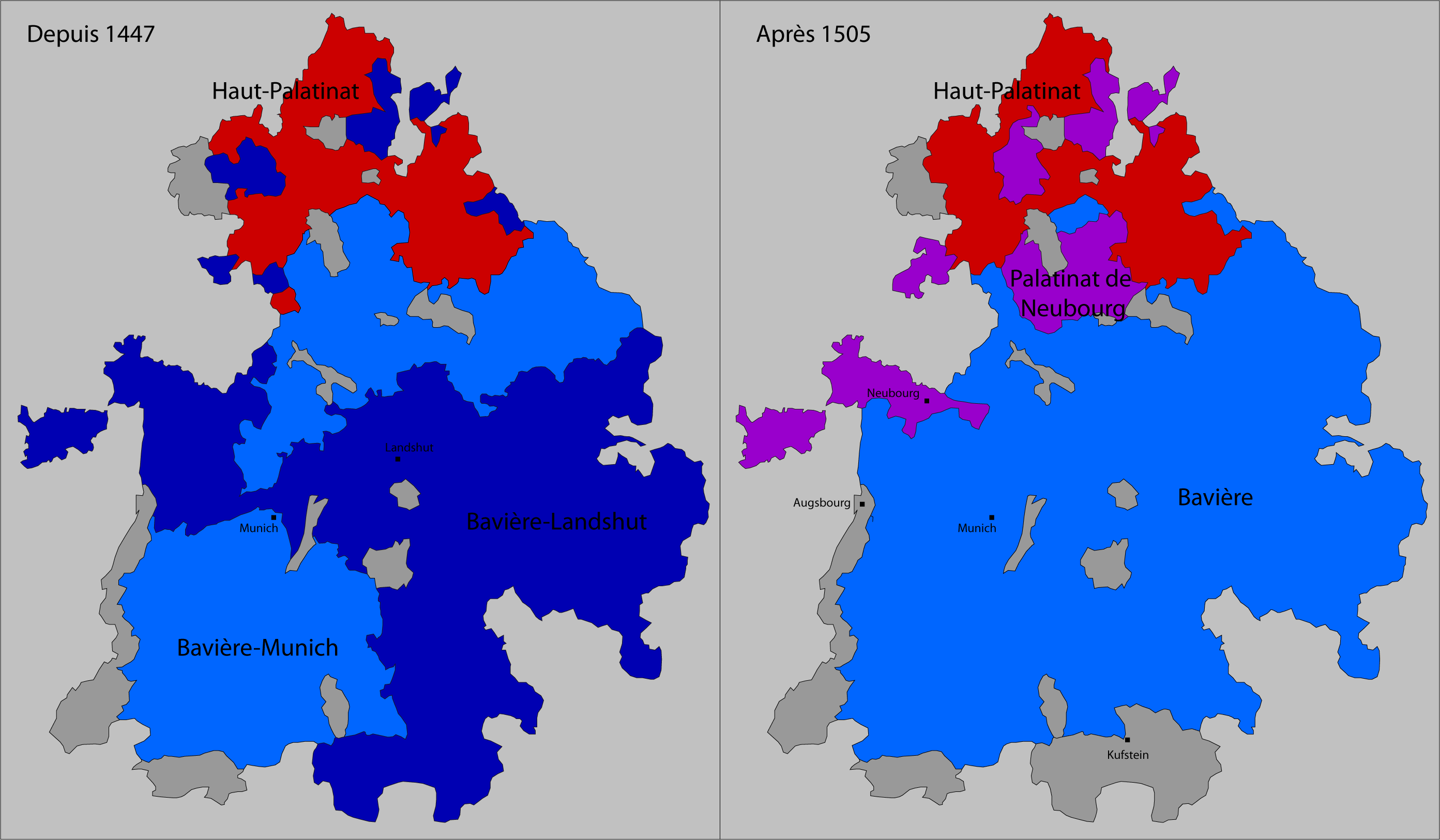
أراضي بافاريا-لاندسهوت بين عامي 1447 و 1505

استمرت الدوقية لمدة 150 عامًا حتى وفاة غيورغ الثري التي أدت إلى اندلاع صراع مدمر، بنهاية الحرب عام 1505 تم تقسيم الأراضي بين دوقية بالاتينات-نيوبورغ وبافاريا-ميونخ، في حين تم التنازل عن كوفشتاين وكيتسبوهيل إلى ماكسيميليان الأول ملك الرومان كتعويض له عن دعمه لبافاريا-ميونخ والتي اتحدت مع تيرول.

## الحكام
- ستيفن الثاني (حكم.1353 - 1375).
  - ستيفان الثالث المتأنق وفريدرخ الحكيم ويوهان الثاني (حكم.1375 - 1392)؛ حكم بالمناصفة.

في 1392 انقسمت الأراضي بين الدوقات الثلاثة، كانت لاندسهوت من نصيب:-
1. فريدرخ (حكم.1392 - 1393)؛ الابن الأوسط لـ ستيفان الثاني.
2. هاينريش السادس عشر (حكم.1393 - 1450)؛ ابنه.
3. لودفيغ التاسع (حكم.1450 - 1479)؛ابنه.
4. غيورغ (حكم.1479 - 1503)؛ ابنه.

مع وفاة غيورغ الثري دون أبناء من الذكور، وحاول غيورغ توريث الدوقية لابنته إليزابيث وزوجها روبريخت من بالاتينات الابن الثالث لـ فيليب ناخب بالاتينات وشقيقته مارغريت، اعترض ألبرشت الرابع من بافاريا-ميونخ على الوصية التي كانت تحرمه من الميراث حسب النظام البكورة المعمول هُناك، وفي النهاية بعد وساطة صهره ماكسيمليان الأول ملك الرومان تم تقسيم الأراضي بين بالاتينات-نيوبورغ التي كانت من نصيب أحفاد غيورغ، وبافاريا-ميونخ التي أخذت نصيب الأسد.